# Ikonika
Ikonika – koncepcja sformułowana przez Maxa Imdahla, wpisująca się w nurt hermeneutyczny. Ikonika zakłada, że dzieło sztuki jest autonomiczne i nieprzetłumaczalne na język dyskursywny. Interpretuje dzieło jako fenomen, posiłkuje się ikonologią Erwina Panofsky'ego, odczytując wszelkie linie i wartości formalne w dziele, ale nie podporządkowuje ich tylko funkcji rozpoznawania przedmiotów, a uzupełnia tę koncepcję, ujmując wizualną strukturę sensu obrazu. Ikonika dostrzega relacje formalne, takie jak napięcie kierunkowe czy linie. Nadaje perspektywę przynależną wyłącznie medium obrazowemu – pokazuje to, co w obrazie jest nie do zastąpienia.
Według ikoniki widzenie przedmiotowe (rozpoznające) i widzenie formalne (widzące) uzupełniają się nawzajem, prowadząc do oglądu wyższego porządku i znaczeń, które wychodzą poza praktyczne doświadczenie wzrokowe. Ikonika nie doszukuje się wartości symbolicznej.